# 平果刺毛蘚
平果刺毛蘚（学名：Anacolia laevisphaera）为珠蘚科刺毛蘚屬下的一个种。